# 数学セミナー
数学セミナー（すうがくセミナー）は、日本評論社から出版される数学雑誌。月刊誌である。略称は数セミ。1962年4月創刊。
誌面の前半は特集記事であり、後半に連載記事が掲載される。

## 特集記事
1つのテーマ（微分や線形代数、トポロジーなど）に沿った著名な数学者達による記事、フィールズ賞受賞者の講演の解説、国際数学者会議の模様などが掲載される。
特集のテーマは毎号変わるが、「数学ライブ」（主に7月号に掲載）のように定期的に取り上げられるテーマもある。
4月号においては、初学者（大学1年生など）向けの特集が組まれることもある。

## 連載記事

### エレガントな解答をもとむ
初期から続いている連載コーナー。2011年8月に本誌が発売されなかったときも、Web上で発表されている。
毎号2問の問題が出題される。問題掲載から3か月後に、出題者が用意した解答と読者から寄せられた解答が掲載される。

### 数セミブックプラザ
数学関連書籍の紹介。大型書店における売上げランキングも掲載される。

## 過去の連載

### TEA TIME
エッセイコーナー。各界の著名人が数学への思いを語る。